# Gabriel Moscardo
Gabriel Silva Moscardo de Salles (Taubaté, 28 de Setembro de 2005) é um futebolista brasileiro que atua como volante. Atualmente joga no Braga, emprestado pelo PSG.

## Carreira

### Corinthians
Antes de chegar ao Corinthians aos 12 anos, em 2017, Gabriel Moscardo atuou no projeto Atleta Cidadão, da prefeitura de São José dos Campos, e foi treinado por Eduardo Vergueiro.
Após um período juntos em São José, Eduardo foi chamado para trabalhar nas categorias de base do Corinthians em janeiro de 2017. Ele iniciou os trabalhos no sub-11 e, após troca de diretoria, foi para o sub-13 para ser auxiliar do ex-zagueiro Célio Silva.
Meses depois, percebendo a necessidade de um volante, Vergueiro lembrou de Moscardo e resolveu ligar para mãe do atleta para oferecer a oportunidade de um teste no time alvinegro.
| “                   | A mãe falou que ele estava treinando em uma escolinha em Taubaté, estava meio triste, chateado com o futebol por não estar em nenhuma equipe. Perguntei se tinham interesse em levá-lo para ser avaliado. Eu tinha essa pretensão, de dar essa oportunidade, e ia depender dele, o fato de ser aprovado ou não. Ele começou a ter destaque. Nós o levamos para ser avaliado junto ao grupo, novamente ele teve aprovação e ficou por lá | ” |
| — Eduardo Vergueiro | |   |

Assinou um contrato profissional com o clube paulista em 2021 e foi lançado por Vanderlei Luxemburgo na temporada de 2023.
Moscardo fez sua estreia pelo Timão em 28 de Junho de 2023, na vitória de 3-0 sobre o Liverpool na Libertadores.
Sua estreia no Brasileirão foi 4 dias depois de sua estreia profissional, no dia 2 de Julho, na derrota de 1-0 contra o Bragantino na Neo Química Arena.
O primeiro gol marcado no profissional por Moscardo aconteceu na vitória 4-2 contra o Vasco em 28 de Novembro de 2023.
Em 8 de Dezembro de 2023, Moscardo recebeu o prêmio de revelação do Brasileirão no Troféu Mesa Redonda.

### Paris Saint-Germain
Em 25 de Janeiro de 2024, O PSG, clube francês, anunciou Gabriel Moscardo por um contrato contrato de 4 anos (até junho de 2028). O PSG conseguiu uma brecha no Fair Play Financeiro e desembolsou 20 milhões de euros (cerca de R$ 107,6 milhões), além de mais dois milhões de euros (R$ 10,76 milhões) por bônus, pelo volante.
| “                                       | Estou muito feliz por ingressar no Paris Saint-Germain, é um dos dias mais felizes da minha vida. É um projeto com jovens jogadores talentosos. Mal posso esperar para entrar no grupo e conhecer toda a equipe e funcionários. Espero ganhar muitos troféus com as cores Vermelho e Azul e deixar a torcida feliz | ” |
| — Moscardo em entrevista ao site do PSG | |   |

#### Volta ao Corinthians
Moscardo foi vendido pelo Timão ao clube francês em janeiro, mas foi emprestado pelos europeus até o final de junho ao time paulista. Neste período, passou por uma cirurgia no pé esquerdo. Recuperado, o volante atuou nos jogos contra Atlético Goianiense e São Paulo.

#### Stade de Reims
Em 21 de Agosto de 2024, Moscardo foi emprestado pelo PSG para o Stade de Reims.

## Carreira internacional
Em setembro de 2023, Moscardo foi convocado para a Seleção Brasileira Sub-23 para uma série de amistosos.